# 서울수송초등학교
서울수송초등학교(서울壽松初等學校)는 대한민국 서울특별시 강북구 번동에 있는 공립 초등학교이다.

## 학교 연혁
- 1922년 4월 1일 수송공립보통학교 개교現 종로구청[1]
- 1938년 4월 1일 경성수송공립심상소학교로 개칭[2]
- 1941년 4월 1일 경성수송공립국민학교로 개칭[3]
- 1977년 2월 9일 제53회 졸업식(총 21,019명)
- 1977년 2월 28일 폐교
- 2001년 6월 11일 서울수송초등학교 설립인가(강북구 번동 456舊 신진자동차운전학원 번동 분원)
- 2001년 9월 1일 서울수송초등학교 재개교[4]
- 2007년 10월 25일 개교 100주년 기약 수송타임캡슐 봉안식, 도서실 리모델링 개관
- 2009년 3월 20일 과학실 현대화 사업
- 2009년 5월 21일 영어전용교실 설치
- 2010년 5월 1일 돌봄교실 개관(2학급)
- 2014년 2월 10일 수송홀(음악실) 개관
- 2014년 3월 3일 돌봄교실 증설(2실, 총 4실), 특수학급 개설
- 2015년 8월 19일 보건실 환경개선
- 2017년 2월 27일 꿈누리실(표현활동실) 개관
- 2017년 9월 11일 실과실 설치
- 2017년 11월 21일 복합화시설(다함채)[5] 개관식
- 2018년 4월 13일 옥상정원(뜰안채) 조성
- 2019년 5월 17일 상담실(위클래스) 환경개선
- 2019년 11월 12일 행정실 환경개선
- 2020년 2월 12일 제71회 졸업식(155명, 누계 25860명)
- 2020년 3월 1일 제6대 김희영 교장 부임

## 참고 문헌
- 서울수송초등학교 - 한국교육학술정보원 학교알리미

## 같이 보기
- 수송공립보통학교 축구단